# 우즈베키스탄 항공의 운항 노선
우즈베키스탄 항공은 다음과 같은 노선을 운항하고 있다.

## 운항 노선

### 아시아

#### 동아시아
- 대한민국
  - 서울 - 인천국제공항
- 중화인민공화국
  - 베이징 - 베이징 수도 국제공항
  - 상하이 - 상하이 푸동 국제공항 화물
  - 싼야 - 싼야 펑황 국제공항
  - 우루무치 - 우루무치 디워푸 국제공항
  - 톈진 - 톈진 빈하이 국제공항 화물
  - 항저우 - 항저우 샤오산 국제공항
- 일본
  - 도쿄 - 나리타 국제공항

#### 동남아시아
- 말레이시아
  - 쿠알라룸푸르 - 쿠알라룸푸르 국제공항
- 베트남
  - 나트랑 - 깜라인 국제공항
  - 푸꾸옥 - 푸꾸옥 국제공항
- 태국
  - 방콕 - 수완나품 국제공항
  - 푸켓 - 푸켓 국제공항

#### 남아시아
- 몰디브
  - 말레 - 말레 국제공항 전세편
- 인도
  - 델리 - 인디라 간디 국제공항
  - 고아 - 마노하르 국제공항
  - 뭄바이 - 차트라파티 시바지 국제공항
- 파키스탄
  - 라호르 - 알라마 이크발 국제공항

#### 서남아시아
- 아제르바이잔
  - 바쿠 - 헤이다르 알리예프 국제공항
- 사우디아라비아
  - 제다 - 킹 압둘아지즈 국제공항
- 아랍에미리트
  - 두바이 - 두바이 국제공항
  - 샤르자 - 샤르자 국제공항
- 이스라엘
  - 텔아비브 - 벤구리온 국제공항
- 파키스탄
  - 이슬라마바드 - 이슬라마바드 국제공항
  - 라호르 - 알라마 이크발 국제공항

#### 중앙아시아
- 우즈베키스탄
  - 타슈켄트 - 타슈켄트 국제공항 허브
  - 나보이 - 나보이 국제공항
  - 사마르칸트 - 사마르칸트 국제공항
  - 누쿠스 - 누쿠스 공항
  - 부하라 - 부하라 공항
  - 안디잔 - 안디잔 공항
  - 우르겐치 - 우르겐치 공항
  - 카르시 - 카르시 공항
  - 테르메스 - 테르메스 공항
  - 페르가나 - 페르가나 공항
- 조지아
  - 트빌리시 - 트빌리시 국제공항
- 카자흐스탄
  - 아스타나 - 누르술탄 나자르바예프 국제공항
  - 알마티 - 알마티 국제공항
- 키르기스스탄
  - 비슈케크 - 마나스 국제공항
  - 이식쿨 - 이식쿨 국제공항
- 타지키스탄
  - 두샨베 - 두샨베 국제공항

### 아프리카

#### 북아프리카
- 이집트
  - 후르가다 - 후르가다 국제공항

### 유럽

#### 서유럽
- 영국
  - 런던 - 런던 히드로 국제공항
  - 런던 - 런던 개트윅 국제공항
- 프랑스
  - 파리 - 파리 샤를 드 골 국제공항
- 독일
  - 뮌헨 - 뮌헨 국제공항
  - 프랑크푸르트 - 프랑크푸르트 국제공항

#### 남유럽
- 스페인
  - 마드리드 - 마드리드 바라하스 국제공항
  - 바르셀로나 - 바르셀로나 엘프라트 국제공항
- 이탈리아
  - 로마 - 레오나르도 다 빈치 국제공항
  - 밀라노 - 밀라노 말펜사 국제공항
- 튀르키예
  - 이스탄불 - 이스탄불 아르나부코이 국제공항
  - 이스탄불 - 이스탄불 사비하 괵첸 국제공항

#### 동유럽
- 라트비아
  - 리가 - 리가 국제공항
- 러시아
  - 모스크바 - 브누코보 국제공항
  - 상트페테르부르크 - 풀코보 국제공항
  - 소치 - 소치 국제공항
  - 사마라 - 쿠루모치 국제공항
  - 노보시비르스크 - 톨마쵸보 국제공항
  - 로스토프나도누 - 플라토브 국제공항
  - 미네랄니예보디 - 미네랄니예보디 공항
  - 예카테린부르크 - 콜초보 국제공항
  - 우파 - 우파 국제공항
  - 크라스노다르 - 크라스노다르 공항
  - 크라스노야르스크 - 예밀야노보 공항
  - 튜멘 - 로스치노 국제공항
  - 하바롭스크 - 하바롭스크 공항
  - 카잔 (타타르 공화국) - 카잔 국제공항
- 벨라루스
  - 민스크 - 민스크 국제공항
- 불가리아
  - 부르가스 - 부르가스 공항 전세편
- 우크라이나
  - 심페로폴 - 심페로폴 국제공항

### 북아메리카
- 미국
  - 뉴욕 - 존 F. 케네디 국제공항

## 단항 노선

### 아시아

#### 동아시아
- 중화인민공화국
  - 상하이 - 상하이 푸둥 국제공항
- 일본
  - 오사카 - 간사이 국제공항

#### 동남아시아
- 베트남
  - 하노이 - 노이바이 국제공항
  - 호찌민 시 - 떤썬녓 국제공항
- 싱가포르
  - 싱가포르 - 싱가포르 창이 국제공항
- 인도네시아
  - 자카르타 - 수카르노 하타 국제공항

#### 남아시아
- 방글라데시
  - 다카 - 샤잘랄 국제공항
- 인도
  - 암리차르 - 스리구루 람 다스지 국제공항

#### 서남아시아
- 바레인
  - 마나마 - 바레인 국제공항
- 사우디아라비아
  - 리야드 - 킹 칼리드 국제공항
- 이란
  - 테헤란 - 테헤란 이맘 호메이니 국제공항
- 파키스탄
  - 이슬라마바드 - 베나지르 부토 국제공항
  - 카라치 - 진나 국제공항

#### 중앙아시아
- 우즈베키스탄
  - 자라프샨 - 자라프샨 공항
- 투르크메니스탄
  - 아시가바트 - 아시가바트 공항

### 아프리카
- 이집트
  - 카이로 - 카이로 국제공항

### 유럽

#### 서유럽
- 영국
  - 맨체스터 - 맨체스터 공항
  - 버밍엄 - 버밍엄 공항
- 네덜란드
  - 암스테르담 - 암스테르담 스키폴 국제공항

#### 중유럽
- 스위스
  - 제네바 - 제네바 국제공항

#### 남유럽
- 그리스
  - 아테네 - 아테네 국제공항
- 튀르키예
  - 이스탄불 - 아타튀르크 국제공항

#### 동유럽
- 러시아
  - 모스크바 - 도모데도보 국제공항
  - 로스토프나도누 - 로스토프나도누 공항
  - 옴스크 - 센트레니 공항
  - 첼랴빈스크 - 첼랴빈스크 공항
- 우크라이나
  - 키예프 - 보리스필 국제공항

## 같이 보기
- 우즈베키스탄의 교통